# Eupithecia idonea
Eupithecia idonea är en fjärilsart som beskrevs av András Vojnits 1982. Eupithecia idonea ingår i släktet Eupithecia och familjen mätare. Inga underarter finns listade i Catalogue of Life.